# Sybil Seely
Sybil Travilla, dite Sybil Seely, est une actrice, née le 2 janvier 1900 (ou 1902 selon les sources) à Los Angeles et morte le 26 juin 1984 à Culver City.

## Biographie
Actrice du cinéma muet burlesque, elle a notamment travaillé dans les productions de Mack Sennett mais elle est surtout la star féminine de cinq films avec Buster Keaton et s'est retirée du cinéma peu de temps après avoir épousé Jules Furthman (1888-1966) et donné naissance à Jules Jr. (1923-1999).

## Filmographie
Sauf indication contraire, les informations mentionnées dans cette section peuvent être confirmées par la base de données cinématographiques IMDb,  présente dans la section « Liens externes ».
- 1920 : Malec champion de golf (Convict 13)
- 1920 : L'Épouvantail (The Scarecrow)
- 1920 : La Maison démontable (One Week)
- 1921 : Frigo capitaine au long cours (The Boat)
- 1921 : Marin malgré lui (A Sailor-Made Man), de Fred C. Newmeyer
- 1922 : On Patrol
- 1922 : Frigo l'esquimau (The Frozen North)